# Capsus ater
Capsus ater is een wants uit de familie van de blindwantsen (Miridae). De soort werd door Carl Linnaeus vermeld in zijn Systema naturae uit 1758.

## Uiterlijk
De ovale wants kan 5 tot 6 mm lang worden en is altijd langvleugelig (macropteer). Het lichaam is volledig zwart hoewel de vrouwtjes een donkerbruine kop en bruin halsschild kunnen hebben. De pootjes zijn zwart tot roodbruin maar het meest opvallend zijn de zwarte antennes die aan het eind van het tweede segment sterk verdikt zijn. De nimfen zijn bruin tot paars van kleur. De soort lijkt sterk op andere vertegenwoordigers uit het genus Capsus zoals Capsus pilifer die alleen op pijpenstrootje (Molinia caerulea) wordt gevonden en Capsus wagneri die een minder verdikt tweede antennesegment heeft en volledig zwart is.

## Levenswijze
De volwassen wantsen kunnen waargenomen worden van mei tot augustus. Ze zuigen aan de onderkant van de stengels van grassen zoals Engels raaigras (Lolium perenne), grote vossenstaart (Alopecurus pratensis), kweek (Elytrigia repens) en timoteegras (Phleum pratense). De soort kent één generatie per jaar en overwintert als eitje.

## Verspreiding en voorkomen
De soort komt voor in Noord-Amerika en het Palearctisch gebied en is in Nederland algemeen te vinden in droge biotopen op diverse grassen.

## Afbeeldingen
- Zwarte capsus legt eitjes

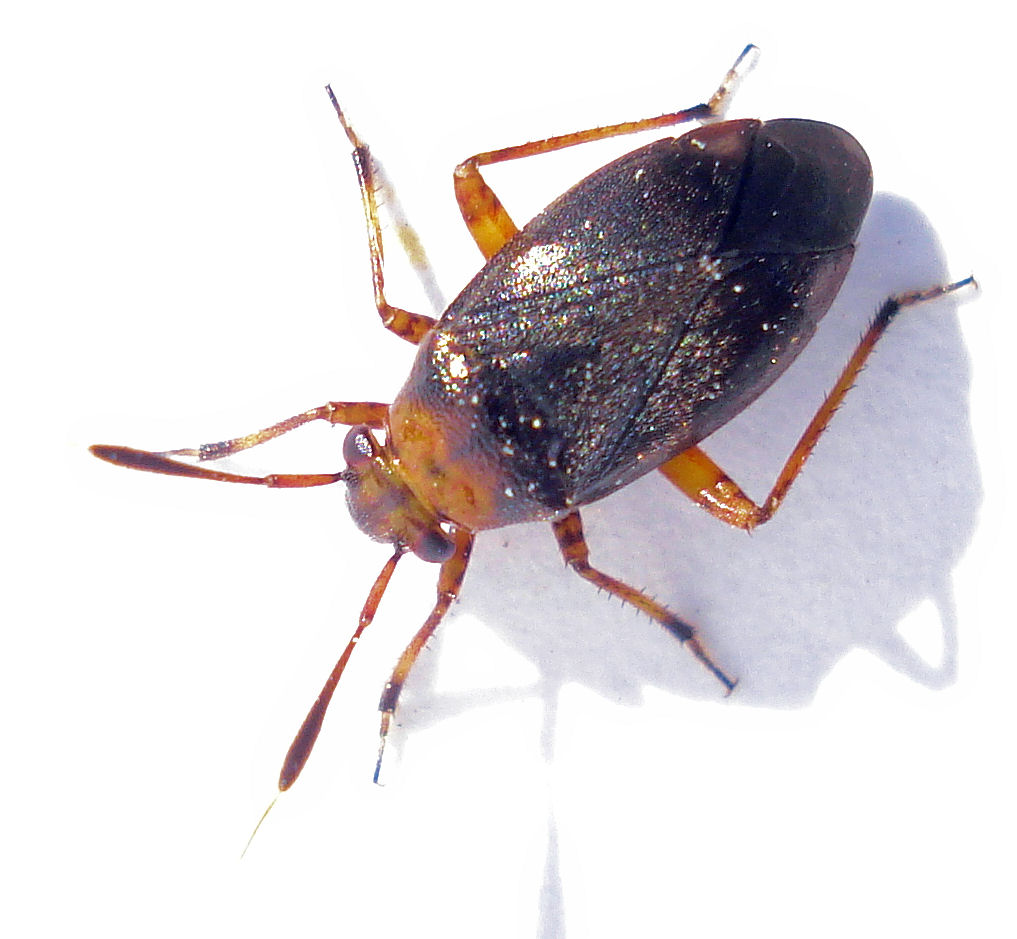
vrouwtje
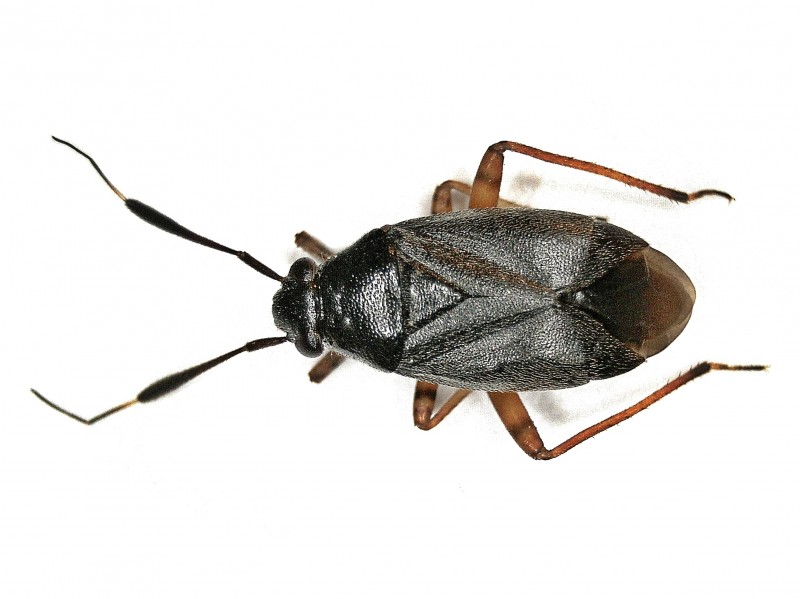
mannetje
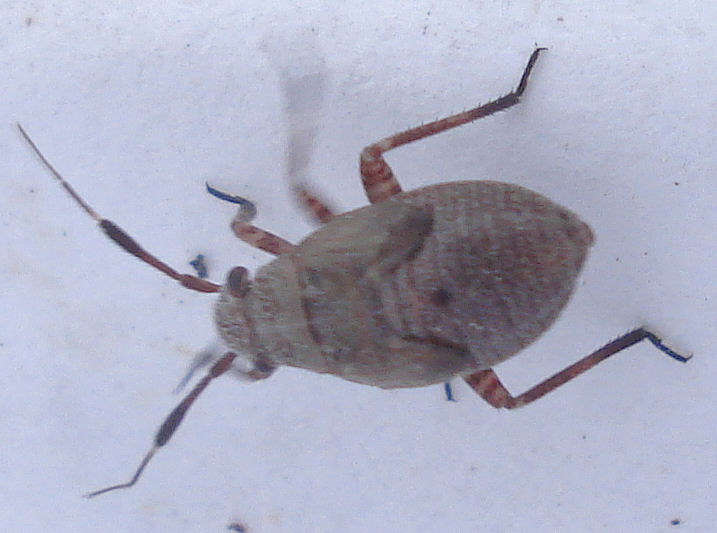
nimf